# Зімільда Гергард
Кароліна Зімільда Гергард (нім. Caroline Similde Gerhard; 9 липня 1830, Лейпциг — 15 березня 1903, Лейпциг) — німецька письменниця.

## Біографія
Зімільда Гергард була дочкою Кароліни Гергард, уродженої Ріхтер, і письменника Вільгельма Гергарда. У домі своїх батьків вона здобула комплексну, в першу чергу — літературну освіту. Разом з батьком Зімільда об’їздила багато країн Європи.
Під псевдонімом Кароліна С. Й. Мільде вона опублікувала книгу «Німецька незаймана природа та праця. Хвиля для духовного і практичного життя» (Der deutschen Jungfrau Wesen und Wirken. Winke für das geistige und praktische Leben) в 1869 році. Це посібник про те, як жінки мають поводитись у гендерній манері згідно з уявленнями ХІХ століття. Гергард торкається різноманітних тем, які були повсякденним життям жінок із середнього класу того часу. Окрім інформації про ведення домашнього господарства, особистий догляд і поставу, є також уявлення про те, як жінки повинні почуватися в ідеалі. Вона описує жіночий характер з такими чеснотами, як терпіння, цікавість, гордість, любов і задоволення. До 1910 року книга вийшла 14-а виданнями. Це показує, наскільки уявлення Гергард близькі до ідей жіночності того часу. Для жіночих студій цього часу це важливе джерело для начерків ідеального образу жінки вільгельмівської доби.
В 1870 році вона отримала численні нагороди за свою соціальну діяльність, якою вона передусім підтримувала дитячі садки та установи для догляду за пораненими під час Французько-прусської війни.
Підтримувала тісну дружбу з письменницею та музикознавцем Марією Ліпсіус, з якою жила разом у родинному маєтку в Лейпцигу.

## Нагороди
- Орден Сидонії
- Медаль Кароли
- Хрест «За заслуги» для жінок та дівчат

## Вшанування пам'яті
В 1906 році в Коннвевіці (район Лейпцига) на честь Зімільди Гергард була названа вулиця (нім. Simildenstraße).